# Barent Avercamp

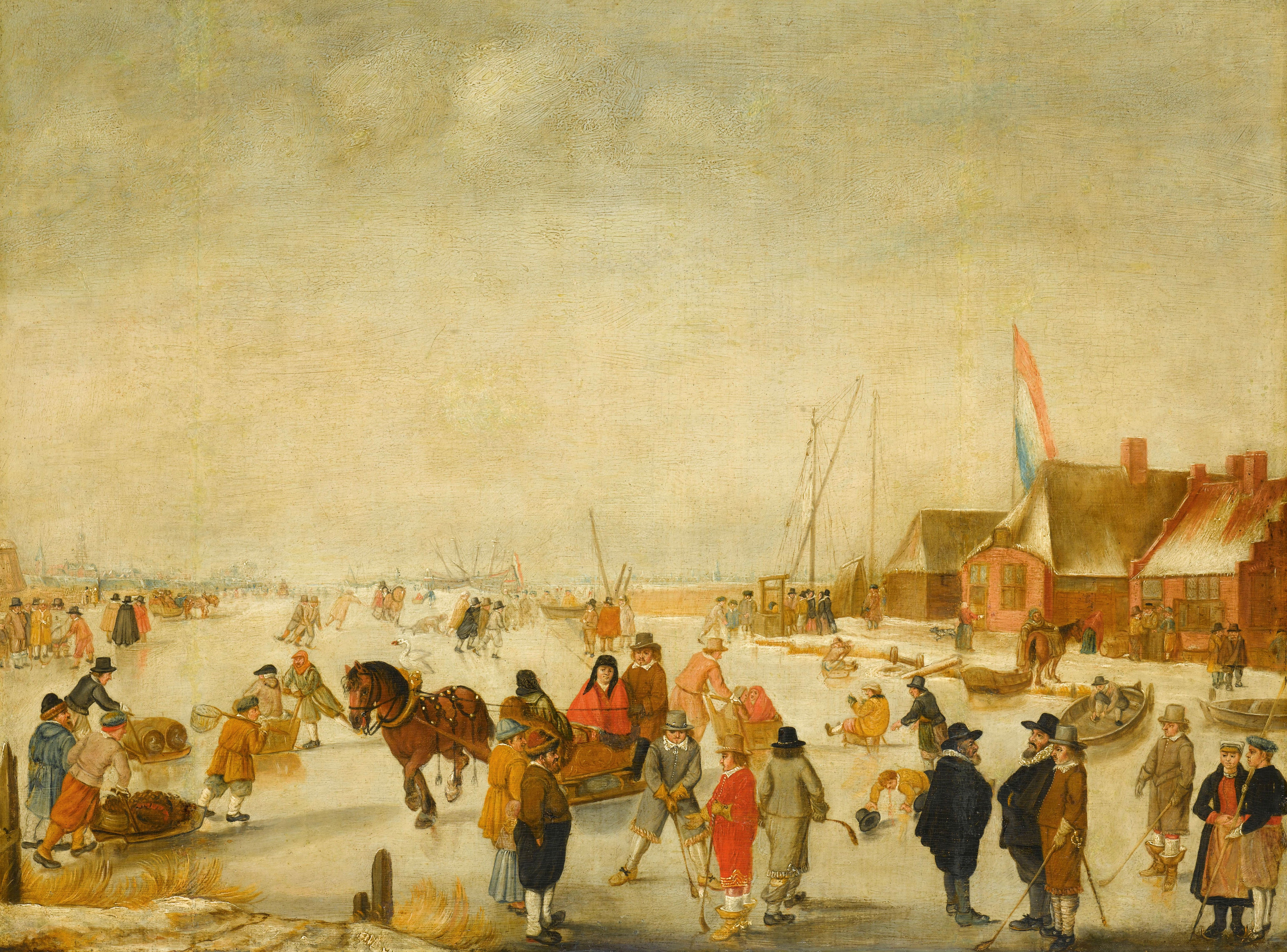
Vergnügungen auf dem Eis, Rijksmuseum Amsterdam

Barent Avercamp, auch Berend oder Bernard Avercamp genannt (* 1612/13 in Kampen; † vor dem 24. Oktober 1679 in Kampen), war ein niederländischer Maler, Zeichner und Holzhändler.
Ältester Sohn des Peter Avercamp und der Elisabeth van Ingen. Aufgewachsen in Zwolle (1615–1626), lebte Barent ab 1626 in Kampen und war Schüler seines Onkels Hendrick Avercamp, dessen Stil er konsequent fortsetzte. 1640 heiratete er in erster Ehe Mechtelt Hoberinck. Im gleichen Jahr siedelte er nach Zutphen um. Ab 1650 lebte er erneut in Kampen. 1658 heiratete er in zweiter Ehe Aeltien Gerrits. 
Neben der Malerei handelte Barent auch mit Holz, war Miteigener einer Mühle und besaß eine Topfgießerei. Mehrfach bekleidete er Ehrenämter. 1656, 1662 und 1677 wird er als Dekan der Kampener Künstlergilde geführt. Sowohl als Unternehmer als auch als Maler stand er in Wohlstand und Ansehen.
Lange hielt er an Stil und Farbgebung seines Onkels fest und schuf vorwiegend vielfigurige Winter- und Eisszenen, die jedoch nicht ganz die Werke Hendricks erreichten. Erst nach 1650 reduzierte er die dargestellten Flächen, die abgebildeten Personen und wechselte zu tonigeren Farben. 

## Werke
- Amsterdam, Rijksmuseum
  - Vergnügungen auf dem Eis.
- Atlanta, High Museum
  - Vergnügungen auf dem Eis.
- Berlin, Gemäldegalerie
  - Winterlandschaft mit zugefrorenem Fluss. um 1650
- Boston, Museum of Fine Arts
  - Eisläufer auf zugefrorenem Fluß. um 1650
- Den Haag, Mauritshuis
  - Vergnügungen auf dem Eis.
- Enschede, Rijksmuseum Twenthe
  - Eisvergnügen.
- Groningen, Groninger Museum
  - Winterlandschaft mit Eisvergnügen.
- Kampen, Stedelijk Museum
  - Eislandschaft. 1663
- Leipzig, Museum der bildenden Künste
  - Eislandschaft. 1655
- Manchester, Manchester Art Gallery
  - Flusslandschaft mit Fischern. 1650 (Leihgabe aus der Coll. Mr. and Mrs. Assheton Bennett)
- Oldenburg, Niedersächsische Landesmuseen
  - Winterlandschaft
- Paris, Musée National du Louvre
  - Winterszene bei Kampen.
- Zutphen, Stedelijk Museum
  - Eisvergnügen vor Zutphen. (zugeschrieben)
- Verbleib unbekannt
  - Eisvergnügen vor einer Stadtmauer. (am 3. Juli 1997 bei Sotheby’s in London versteigert)

## Ausstellung
- 1982: Hendrick Avercamp & Barent Avercamp. Frozen Silence: Paintings from Museum and Private Collections, Rijksmuseum, Amsterdam